# Joan Dogojo
Joan Helen Dogojo (19 december 1982) is een Surinaamse politicus voor de Nationale Democratische Partij (NDP). Van 2015 tot 2017 was ze minister van Sociale Zaken en Volkshuisvesting en daarna tot 2018 van Sport- en Jeugdzaken.

## Politiek
Dogojo behaalde een bachelor- in economie en mastergraad in bestuurskunde.
Ze begon haar politieke loopbaan van 2004 tot 2007 in het Nationale Jeugdparlement voor het district Paramaribo. Dogojo is ondervoorzitter van de NDP Jongerenraad. 
Ze werd lid van De Nationale Assemblée (DNA) nadat Rabin Parmessar op 21 juni 2013 minister van Openbare Werken werd en DNA verliet. Dogojo stond namelijk bij de verkiezingen in 2010 op nummer 10 op de kieslijst van de Megacombinatie in Paramaribo. 
Dogojo is in het kabinet-Bouterse II minister van Sociale Zaken en Volkshuisvesting geweest tot 1 februari 2017. Daarna was zij tot april 2018 minister voor Sport - en Jeugdzaken.

## Maatschappelijke leven
Dogojo heeft zitting in de gemeenschappelijke raad van toezicht van de STVS/SRS. Zij was werkzaam op het Kabinet van de President. Ze heeft de titel Master in Public Administrations gehaald aan de FHR School of Governance en aan de Anton de Kom Universiteit van Suriname behaalde ze de titel Bachelor in Economie.